# Фламандська дошка (фільм, 1994)
Фламандська дошка (англ. «Uncovered») — фільм американського режисера Джима Макбрайда, знятий за мотивами роману іспанського письменника Артуро Перес-Реверте «Фламандська дошка». Вперше картина була представлена у травні 1994 року на Каннському фестивалі.

## Сюжет
Дія фільму відбувається у Барселоні. Під час реставрації картини «Гра в шахи», реставратор Джулія за допомогою рентгенівського аналізу виявляє на картині укритий шаром фарби напис-питання «Хто вбив лицаря?».
Джулія має на думці, що цим написом автор картини натякнув на вбивство одного з персонажів картини.
Оскільки картина реставрується для аукціону, Джулія повідомляє про напис володарці салону Менчу, яка за домовленістю із власником, доном Мануелем, продає картину.
Задля з'ясування історії її написання, Джулія звертається за допомогою до свого знайомого Альваро, який знається на фламандському живопису. Він обіцяє допомогти, але невдовзі Джулія знаходить його мертвим.
Поліція вважає смерть нещасним випадком, проте Джулія вважає, що це вбивство.
У власному розслідуванні їй допомагає антиквар та її колишній опікун Сезар, який долучає до цього місцевого шахіста, на ім'я Домінік. Домінік, щоб викрити сенс напису на картині, намагається відтворити відображену шахову партію «навпаки». Та під час розслідування гине Менчу, а картину викрадають. Під підозрою виявляється приятель Менчу, який зізнається у планах разом із нею викрасти картину, але заперечує її вбивство.
Далі стає відомим, що за вбивствами та викраденням картини стоїть Сезар, який є рідним братом власника картини та після смерті дона Мануеля отримав права на неї. Усвідомлюючи свою смертельну хворобу, він залишає картину у спадок Джулії.

## Відгуки
Після виходу на екрани фільм отримав неоднозначні відгуки. Та, як наведено у публікації електронного видання Київського університету імені Бориса Грінченка  «Manuscript», «За допомогою музики, певних змін у сюжеті, фільм допомагає зрозуміти, що життя може круто змінитися за одну мить…».